# Col d'Entremont
Pour les articles homonymes, voir Entremont.
Le col d'Entremont est un col du Massif central situé à 1 206 m d'altitude en Auvergne-Rhône-Alpes entre les communes de Dienne et Murat (Cantal). Il se situe sur la ligne de partage des eaux entre les bassins de la Loire (du côté de l'Alagnon) et de la Dordogne (du côté de la Santoire).

## Activités

### Cyclisme
Il est emprunté par le Tour de France en 1963, 1965 (hors GPM) puis par la 15e étape du Tour de France 1985 en 3e catégorie, par la 10e étape du Tour de France 2004 en 3e catégorie et par la 7e étape du Tour de France 2008 en 2e catégorie.